# Jessica Sula
Jessica Sula (Swansea, 1994. május 3.–) walesi színésznő, aki a Skins televíziós sorozat harmadik generációjában játssza Grace Blood szerepét, illetve M. Night Shyamalan által rendezett Széttörve (2016) című horrorfilmből Marciát.

## Fiatalkora és tanulmánya
Sula Swanseaban (Wales) született, Shurla Blades nevű trinidadi édesanyja, aki afro-trinidadi és kínai származású, valamint német és észt származású édesapja, Steven Sula lányaként. Gorseinonban nőtt fel, ahol spanyol, francia és drámai A-szintű szakot végzett a Gorseinon-i Főiskolán.

## Magánélete
Sula gitározik és rendszeresen karate gyakorlatokra jár.

## Filmográfia

### Filmek
| Év   | Cím                           | Szerep      | Magyar hang  | Megjegyzés      |
| ---- | ----------------------------- | ----------- | ------------ | --------------- |
| 2014 | Honeytrap                     | Layla       |              |                 |
| 2016 | Széttörve (Split)             | Marcia      | Lamboni Anna |                 |
| 2017 | Szeretők (The Lovers)         | Erin        |              |                 |
| 2018 | Big Fork                      | Emily       |              |                 |
| 2018 | All the Little Things We Kill | Katy Walker |              | poszt-produkció |

### Televíziós sorozatok
| Év      | Cím                   | Szerep                | Megjegyzés                                                                |
| ------- | --------------------- | --------------------- | ------------------------------------------------------------------------- |
| 2011–12 | Skins                 | Grace Blood           | E4-s TV sorozat (14 epizód) énekes a All because of you-ban (epizód #6.1) |
| 2013    | Szerelem és házasság  | Scarlett Quilter      |                                                                           |
| 2015    | Eye Candy             | Morgan                | Epizód: "YOLO"                                                            |
| 2016    | Recovery Road         | Maddie Graham         | vezető szerep                                                             |
| 2016    | Lucifer az Újvilágban | Amy                   | Epizód: "Everything's Coming Up Lucifer"                                  |
| 2017    | Isten nélkül          | Louise Hobbs          | 4 epizód                                                                  |
| 2019    | Scream                | Olivia "Liv" Reynolds | főszerep (3 szezon)                                                       |